# 2008 UA332
2008 UA332, também escrito como 2008 UA332, é um corpo menor que está localizado no disco disperso, uma região do Sistema Solar. Este corpo celeste é classificado como um fourtino, pois, o mesmo está em uma ressonância orbital de 1:4 com o planeta Netuno, ou seja, ele gira em torno do Sol uma vez a cada quatro órbitas de Netuno. Ele possui uma magnitude absoluta de 5,2 e tem um diâmetro estimado de cerca de 401 quilômetros. O astrônomo Mike Brown lista este corpo celeste em sua página na internet como um candidato a possível planeta anão.

## Descoberta
2008 UA332 foi descoberto no dia 26 de outubro de 2008 pelo astrônomo L. H. Wasserman.

## Órbita
A órbita de 2008 UA332 tem uma excentricidade de 0,015 e possui um semieixo maior de 44,828 UA. O seu periélio leva o mesmo a uma distância de 44,152 UA em relação ao Sol e seu afélio a 45,504 UA.